# Jordi Casals i Ariet
Jordi Casals i Ariet (Viladrau, 15 de maig de 1911 - Nova York, 10 de febrer de 2004) fou un metge i epidemiòleg català.
Estudià Medicina a Barcelona, on es llicencià el 1934, i romangué com a metge intern a l'Hospital Clínic de Barcelona fins al 1936, any en què va emigrar als Estats Units per a incorporar-se al Departament de Patologia del Centre Mèdic Weill Cornell de la Universitat Cornell (Nova York). El 1965, quan la Rockefeller Foundation es traslladà a Boston, Jordi Casals fou nomenat professor d'Epidemiologia a la Universitat Yale (dins de la Fundació Rockefeller).
Jordi Casals feu notables estudis sobre múltiples malalties entre elles la febre de Lassa i identificà el Lassa virus i gran quantitat d'agents patògens (entre altres, el virus Zika). Fou consultor de nombroses institucions i organitzacions sanitàries sent distingit amb el Kimble Methodology Award per part de l'American Public Health Association com a guardó al seu currículum científic. És considerat una autoritat mundial en el camp dels virus, especialment dels arbovirus.
Casals es jubilà el 1982 i fou professor visitant del Mount Sinai Hospital de Manhattan, on va treballar fins a la seva mort. Durant la seva vida professional publicà a prop de 250 articles científics, el darrer l'any 1998.

## Treball
Al juny de 1969, tres mesos després que la febre de Lassa arribés a la universitat Yale, Casals va caure malalt amb febre, amb calfreds i dolors musculars intensos, uns símptomes semblants als d'un refredat. El quinze de juny, a causa de la gravetat, el van haver d'ingressar a una unitat d'aïllament. La seva única esperança era inocular-li els anticossos de la infermera Lily Pinneo (convalescent a Rochester a casa seva), decisió que van prendre els investigadors d'acord amb Robert W. McCollum cap d'epidemiologia.
Encara que el tècnic de laboratori Juan Román va emmalaltir i morir, Casals es va recuperar, i un cop sa, va reprendre la seva investigació, confirmant que es tractava de la febre de Lassa. Aquest fet va generar temor entre el grup que investigava amb el virus i així, el treball sobre el virus de Lassa viu es va aturar i totes les mostres van ser enviades a un laboratori de màxima seguretat al Centre per al control de Malalties (CDC).
Casals va passar a investigar els brots de Lassa a l'Àfrica Occidental. El 1973 els biòlegs de Sierra Leone, amb l'ajuda dels equips de Yale i CDC, van determinar que el virus de Lassa passava als éssers humans des de les rates salvatges. Casals també va seguir treballant amb el CDC per establir el que finalment es va convertir en la col·lecció de referència dels arbovirus de l'Organització Mundial de la Salut.
Casals és considerat una autoritat en taxonomia dels virus per la seva classificació (d'acord amb les seves característiques), dels virus patògens, entre els quals es troba el virus de Zika. Va establir també, per primera vegada, el fet que alguns virus que causen infeccions a un mateix òrgan -com són els virus de la poliomielitis, de l'encefalitis o de la ràbia- no són de la mateixa família sinó que pertanyen a famílies diferents.